# Xirokámbion
Xirokámbion är en ort i Grekland.   Den ligger i prefekturen Lakonien och regionen Peloponnesos, i den södra delen av landet, 160 km sydväst om huvudstaden Aten. Xirokámbion ligger 252 meter över havet och antalet invånare är 995.
Terrängen runt Xirokámbion är varierad.Runt Xirokámbion är det glesbefolkat, med 15 invånare per kvadratkilometer. Närmaste större samhälle är Lakedaimon, 12,8 km norr om Xirokámbion. == Kommentarer ==
1. ↑  Framräknat ur höjduppgifter (DEM 3") från Viewfinder Panoramas.[2] Mer om algoritmen finns här: Användare:Lsjbot/Algoritmer.
2. ↑  Framräknat ur variansen i alla höjduppgifter (DEM 3") från Viewfinder Panoramas, inom 10 km radie.[2] Mer om algoritmen finns här: Användare:Lsjbot/Algoritmer.